# مشتاق أحمد كرماني
مشتاق أحمد كرماني (بالأردوية:  مشتاق احمد گرمانی)‏ (1905-1981) سياسي باكستاني. ووزير دولة في الحكومة الباكستانية، وقع اتفاق كراتشي لعام 1949 الذي أنشأ خط وقف إطلاق النار بين المناطق الباكستانية والهندية في كشمير، والذي أصبح يعرف فيما بعد باسم خط السيطرة. في عام 1951 شغل منصب المدير التنفيذي لشؤون كشمير والمناطق الشمالية، كما شغل منصب وزير الداخلية الباكستاني من عام 1951 حتى عام 1954.
بين 1954 و1957 شغل منصب حاكم البنجاب.